# Бонифейс, Виктор
Виктор Око Бо́нифейс (англ. Victor Okoh Boniface; родился 23 декабря 2000 года, Акуре, Нигерия) — нигерийский футболист, нападающий клуба «Байер 04» и сборной Нигерии.

## Клубная карьера
Бонифейс — воспитанник клуба «Реал Сапфир». В начале 2019 года Виктор подписал профессиональный контракт с норвежским «Будё-Глимт». 22 сентября в матче против «Ранхейма» он дебютировал в Типпелиге. 1 декабря в поединке против «Молде» Виктор забил свой первый гол за «Будё-Глимт». В 2020 году он помог клубу выиграть чемпионат. 17 сентября в матче Лиги Европы против литовского «Жальгириса» Бонифейс забил гол. В 2021 году Виктор во второй раз стал чемпионом Норвегии.
В августе 2022 года Бонифейс перешёл в бельгийский «Юнион», подписав контракт на 4 года. Сумма трансфера составила 2 млн евро. За «Унион» забил 9 мячей в 37 матчах чемпионата Бельгии, команда заняла третье место. В Лиге Европы 2022/23 отметился 6 голами в 10 матчах и стал лучшим бомбардиром турнира (столько же забил Маркус Рашфорд из «Манчестер Юнайтед»). «Унион» проиграл в 1/4 финала «Байеру» из Леверкузена со счётом 2-5 по сумме двух матчей, Бонифейс забил единственный мяч «Униона» в гостевом матче (1:1).
22 июля 2023 года перешёл в «Байер» из Леверкузена, подписав контракт до 2028 года. В Бундеслиге 2023/24 забил больше всех в команде (14 мячей в 23 играх) и помог «Байеру» впервые стать чемпионом Германии. Команда не проиграла ни одного матча в Бундеслиге (28 побед и 6 ничьих). Также выиграл Кубок Германии 2023/24 в составе «Байера». В Лиге Европы 2023/24 забил 5 мячей в 8 матчах. В финале против «Аталанты» (0:3) вышел на замену в перерыве, забить не сумел.

## Международная карьера
Дебютировал за сборную Нигерии 10 сентября 2023 года в матче отборочного турнира Кубка африканских наций 2023 против сборной Сан-Томе и Принсипи, выйдя на замену на 64-й минуте вместо Тайво Авоньи, и сделал голевую передачу на Самуэля Чуквуезе.
13 октября 2023 года забил первый гол за сборную в товарищеском матче против Саудовской Аравии.
Был включён в состав сборной на Кубок африканских наций 2023, но получил травму паха во время подготовительных сборов и был вынужден пропустить турнир и покинуть расположение сборной.

## Достижения

### Командные достижения
«Будё-Глимт»
- Победитель Элитсерии (2): 2020, 2021

«Байер 04»
- Чемпион Германии: 2023/24
- Обладатель Кубка Германии: 2023/24
- Обладатель Суперкубка Германии: 2024

### Индивидуальные достижения
- Лучший бомбардир Лиги Европы УЕФА: 2022/23 (6 голов)[11]
- Вошёл в символическую сборную Лиги Европы УЕФА: 2022/23[12]
- Игрок месяца в Бундеслиге: август 2023[13]
- Новичок месяца в Бундеслиге (4): август 2023[13], сентябрь 2023[14], октябрь 2023[15], ноябрь 2023[16]
- Новичок сезона в Бундеслиге: 2023/24[17]
- Вошёл в символическую сборную Бундеслиги: 2023/24[18]